# SC Dornach
Der SC Dornach ist ein Schweizer Fussballverein aus der Gemeinde Dornach. Der Verein wurde am 1. Juli 1920 gegründet und spielt momentan in der 2. Liga interregional, der fünfthöchsten Schweizer Spielklasse.

## Geschichte
Am 18. August 1918, knapp vor dem Ende des Ersten Weltkrieges wurde der Fussballclub Dornach als „wilder“ Verein gegründet. „Wild“ im Sinn von „keinem Verband angeschlossen“, aber wohl auch wild in Bezug auf die Spielweise. Als kultiviert im Sinne des heutigen Fussballs konnte man das damalige Spiel kaum bezeichnen.
Im Jahr 1962 wurde der Club beinahe aufgelöst. Beinahe alle Vorstandsmitglieder hatten demissioniert und es war kein Geld mehr vorhanden. Der Club konnte jedoch Willy Pfund, späterer Nationalrat für sich gewinnen. Unter seiner Leitung führte der SC Dornach erstmals sein Grümpelturnier durch. Das „Dorf- und Hüttenfest“ erwies sich auch in den folgenden Jahren als Erfolg, sowohl finanziell als auch bezüglich der Geselligkeit.
Im Jahr 1984 verpflichtete der Club Stefan Schindelholz als Trainer. Bereits ein Jahr später gelang der Aufstieg in die 3. Liga. Nach über 30 Jahren gelang dem Club im Jahr 1988 der Wiederaufstieg in die 2. Liga. Seit 1997 gelangen vier Aufstiege in die 1. Liga, aus der man nach der Saison 22/23 zum letzten Male wieder abgestiegen ist. Aktuell (2024/2025) spielt man wieder in der 2. Liga interregional.

## Sportanlagen
Die Sportanlage Gigersloch besteht aus einem Haupt- und einem Nebenplatz. Die gesamte Anlage wurde im Jahr 1988 errichtet und ist mit Naturrasen bedeckt. Der Hauptplatz ist mit 2500 Stehplätzen bestückt, der Nebenplatz aus 100. Eine Tribüne gibt es keine.
Eine weitere Spielstätte ist der Sportplatz Weiden, welcher aus einem Haupt- und einem Nebenplatz besteht. Im Jahr 2024 entsteht erstmals ein Kunstrasen. Der Nebenplatz wird hauptsächlich für den Spielbetrieb im Kinderfussball (G- bis E-Junioren) verwendet. Der Hauptplatz bietet ca. 500–800 Stehplätze.

## Erfolge
- Mehrfacher Schweizer-Cup-Teilnehmer
- Basler Cupsieger: 1999 / 2003 / 2010
- Regionalmeister 2. Liga: 1997 / 2001
- Schweizer Cupsieger 30+Senioren:  2017